# Vanellus coronatus
La avefría coronada (Vanellus coronatus) es un ave africana perteneciente al género Vanellus. Puebla extensas regiones desde la costa del Mar Rojo hasta el África austral y suroccidental.
- Wikispecies tiene un artículo sobre Vanellus coronatus.
- Wikimedia Commons alberga una categoría multimedia sobre Vanellus coronatus.

- Datos: Q369800
- Multimedia: Vanellus coronatus / Q369800
- Especies: Vanellus coronatus